# 平敷屋朝敏
平敷屋里之子朝敏（琉球語：／ ；1700年—1734年）是琉球第二尚氏王朝時期的學者，親日派人物。其代表作有《苔之下》、《若草物語》、《萬歲》、《貧家記》、《手水之緣》等，被譽為「琉球的在原業平」。
平敷屋朝敏出生於首里金城村（今那霸市首里金城町），向氏，唐名不詳，是尚真王嫡子尚維衡後胤。自幼即表現出極高的文學天賦，6歲時父死，隨外祖父湛氏屋良親雲上宣易學習日本文學。1718年，朝敏作為上江戶使者尚盛（越來王子朝慶）的隨從前往日本，觀看了歌舞伎、能劇和文樂的表演，並深受其影響。回國之後，恰逢尚敬王的冊封使到來，向受祐創立了琉球獨特的一種舞劇——組踊。朝敏觀看了組踴，結合了日本歌舞伎、能劇等藝能，創作了新的組踊——愛情劇《手水之緣》。該組踊對當時琉球政治進行了一定的批判，這觸怒了尚敬王和法司蔡溫，從此朝敏不被重用。
1733年，因對蔡溫的改革不滿，平敷屋朝敏與王府高官毛氏友寄親雲上安乘等人合謀，多次向薩摩藩的在番奉行橫目川西平左衛門的宅中投遞文書，諷刺王府的改革政策。這些書信最終輾轉落到尚敬王的手中。次年，平敷屋朝敏、友寄安乘等15人被捕，並以謀反罪在安謝港被磔刑處死。其長子朝良被流放多良間島，次子流放與那國島，第三子流放水納島。史稱“平敷屋友寄事件”。
朝敏的墳墓被稱作「里之子墓」，在今沖繩多良間村。

## 家族
- 祖父：朝治
- 父：朝文（彌霸親雲上向文德，朝次次子）
- 母：湛氏（湛氏屋良親雲上宣易女，為湛水親方夏德庸的同族[1]）
- 妻：美里地頭之女
- 子女：

朝敏有三子一女，長子朝良為饒平名家元祖，娶嵩原家之女；次子為平安名家元祖；長女嫁石原家。

## 腳註
1. ↑   的存檔，存档日期2009-12-04.